# Harvey Elliott
Harvey Elliott (Chertsey, 4 april 2003) is een Engels voetballer die doorgaans speelt als rechtsbuiten. Hij verruilde Fulham in juli 2019 voor Liverpool.

## Clubcarrière

### Fulham
Elliott doorliep de jeugdteams van Queens Park Rangers en Fulham. Op 25 september 2018 kreeg hij voor het eerst de kans om voor de eerste ploeg van Fulham te spelen in de EFL Cup. Negen minuten voor tijd verving hij Floyd Ayité in een wedstrijd tegen Millwall die met 1–3 gewonnen werd. Op 4 mei 2019 maakte Elliott zijn debuut in de Premier League. Twee minuten voor tijd verving hij André-Frank Zambo Anguissa in een wedstrijd uit bij Wolverhampton Wanderers die met 1–0 werd verloren. Elliott werd die wedstrijd met 16 jaar en 30 dagen de jongste speler die zijn debuut maakte in de Premier League ooit, een record dat voordien toebehoorde aan Matthew Briggs. Hij speelde maar twee wedstrijden voor Fulham.

### Liverpool
In de zomer van 2019 maakte Elliot de overstap naar Liverpool. Hij ging daar in eerste instantie met het beloftenelftal spelen. Op 25 september maakte hij in de EFL Cup tegen Milton Keynes Dons zijn debuut voor Liverpool. Op 2 januari 2020 maakte hij tegen Sheffield United FC als invaller zijn debuut in de Premier League voor Liverpool. 

#### Blackburn Rovers
In het seizoen 2020/21 werd Elliot voor een seizoen uitgehuurd aan Blackburn Rovers, dat uitkwam in de  Championship. Daar maakte hij op 21 oktober zijn debuut tegen Watford. Drie dagen later was hij tegen Coventry City goed voor een assist en zijn eerste goal uit zijn profcarrière. Dat seizoen kwam hij tot zeven goals en elf assists in competitieverband. Hij werd genomineerd voor de prijs van EFL Young Player of the Season, maar werd afgetroefd door Michael Olise van Reading. Daarna keerde hij terug bij Liverpool.

### Liverpool
Op 21 augustus 2021 startte Elliot voor het eerst in de basis van Liverpool. Hij speelde negentig minuten tegen Burnley en won met 2-0. Op 12 september raakte hij in een duel met Leeds United-verdediger Pascal Struijk geblesseerd aan zijn enkel, waardoor hij een operatie moest ondergaan. Op 6 februari 2022 maakte hij als invaller zijn rentree in de FA Cup-wedstrijd tegen Cardiff City, waarin hij zijn eerste goal maakte in een Liverpool-shirt. Op 16 februari maakte hij als basisspeler zijn debuut in de Champions League tegen Internazionale.
In het seizoen 2022/23 speelde Elliot 46 wedstrijden in alle competities voor Liverpool, meer dan in zijn eerste drie seizoenen bij Liverpool bij elkaar. Op 12 oktober scoorde hij tegen Rangers FC zijn eerste goal in de Champions League.

## Clubstatistieken
| Seizoen | Club               | Competitie     | Competitie | Competitie | Competitie | Beker | Beker | Beker | Internationaal | Internationaal | Internationaal | Totaal | Totaal | Totaal |
| Seizoen | Club               | Competitie     | Wed.       | Dlp.       | Ass.       | Wed.  | Dlp.  | Ass.  | Wed.           | Dlp.           | Ass.           | Wed.   | Dlp.   | Ass.   |
| ------- | ------------------ | -------------- | ---------- | ---------- | ---------- | ----- | ----- | ----- | -------------- | -------------- | -------------- | ------ | ------ | ------ |
| 2018/19 | Fulham             | Premier League | 2          | 0          | 0          | 1     | 0     | 0     | —              | —              | —              | 3      | 0      | 0      |
| 2019/20 | Liverpool          | Premier League | 2          | 0          | 0          | 6     | 0     | 1     | 0              | 0              | 0              | 8      | 0      | 1      |
| 2020/21 | Liverpool          | Premier League | 0          | 0          | 0          | 1     | 0     | 1     | —              | —              | —              | 1      | 0      | 1      |
| 2020/21 | → Blackburn Rovers | Championship   | 41         | 7          | 11         | 1     | 0     | 0     | —              | —              | —              | 42     | 7      | 11     |
| 2021/22 | Liverpool          | Premier League | 6          | 0          | 0          | 4     | 1     | 0     | 1              | 0              | 0              | 11     | 1      | 0      |
| 2022/23 | Liverpool          | Premier League | 32         | 1          | 2          | 6     | 2     | 0     | 8              | 2              | 0              | 46     | 5      | 2      |
| 2023/24 | Liverpool          | Premier League | 22         | 2          | 3          | 6     | 0     | 0     | 6              | 0              | 0              | 34     | 2      | 3      |
| TOTAAL  | TOTAAL             | TOTAAL         | 105        | 10         | 16         | 25    | 3     | 2     | 15             | 2              | 0              | 145    | 15     | 18     |

Bijgewerkt op 23 februari 2024.

## Interlandcarrière
Elliott kwam uit voor verschillende Engelse nationale jeugdelftallen.

## Erelijst
Liverpool
- FIFA Club World Cup: 2019
- UEFA Super Cup: 2019
- Premier League: 2019/20, 2024/25
- League Cup: 2021/22, 2023/24
- FA Cup: 2021/22
- Community Shield: 2023

 Engeland onder 17
- Syrenka Cup: 2019

Individueel
- Blackburn Rovers – Goal of the Season: 2020/21